# João Rebelo
João de Jesús Rebelo (* 31. Januar 1920 in Lissabon; † 12. Mai 1975 in Sintra) war ein portugiesischer Radrennfahrer und nationaler Meister im Radsport.

## Sportliche Laufbahn
Rebelo war im Straßenradsport aktiv. Er siegte in der nationalen Meisterschaft im Straßenrennen von 1943 bis 1945 sowie 1947 und 1948. Von 1940 bis 1952 war er als Berufsfahrer aktiv. 1945 gewann er zwei Etappen in der Vuelta a España. Er war der erste portugiesische Etappensieger in der Vuelta a España. In der Portugal-Rundfahrt gewann er 1946 (zweifach), 1948 und 1952 Etappen. In der Vuelta a España 1945 wurde Rebelo 6. und 1946 10. der Gesamtwertung. In der Portugal-Rundfahrt wurde er 1947 Zweiter hinter José Martins. 1946 und 1948 kam er auf den 3. Rang.